# Christian Mouritsen
Christian Mouritsen (Tórshavn, 3 dicembre 1988) è un ex calciatore faroese, di ruolo attaccante o centrocampista.

## Carriera

### Club
Dopo aver rifiutato le offerte di Brøndby, Everton e di altri club inglesi e olandesi, nel 2005 Mouritsen entra a far parte delle giovanili del Manchester City firmando un contratto triennale.
Nella stagione 2005/2006 raggiunge la finale della FA Youth Cup e la perde contro il Liverpool.
Nel 2008 il contratto che lo lega al City scade e rimane svincolato, quindi torna in patria e firma con l'HB Tórshavn. Successivamente passa alla squadra rivale del B36 Tórshavn.
Nel 2010 passa in prestito al Newcastle Utd fino al termine del campionato inglese, qui trova il compagno di nazionale Jóan Edmundsson.
In autunno si trasferisce in Islanda per giocare nel Valur .